# Бругес, Хосе Мария
Хосе Мария Бругес Риос (исп. José María Bruguez; 1827, Асунсьон — 26 августа 1868, Сан-Фернандо (ныне департамент Мисьонес)) — парагвайский военачальник, бригадный генерал.

## Биография
Поступил на военную службу в парагвайскую армию в 1845 году. После окончания артиллерийских курсов, в 1852 году получил звание лейтенанта.
В начале Парагвайской войны против союза Бразилии, Аргентины и Уругвая, участвовал в захвате парохода «Маркиз Олинда» вместе с командой и капитаном на борту. Затем в 1865 году участвовал в битве при Риачуэло, командуя артиллерийскими батареями на суше против бразильцев. Отличился в Бою при Пасо-де-Мерседес.
Участвовал в Битве при Пасо де Куэвас против аргентинских сил.
В 1866 году в звании полковника сражался с войсками Тройственного альянса при Эстеро Бельяко и Туюти. В мае того же года получил звание бригадного генерала. Также принимал активное участие в сражении при Бокероне и втором сражении при Туюти.
В 1868 году Бругес был арестован по подозрению в участии в заговоре с целью свержения президента Франсиско Солано Лопеса и сепаратных переговорах о мире с союзниками. За измену родине казнён 26 августа 1868 года.

## Память
- Именем генерала Бругес названы город и муниципалитет Хенераль-Хосе-Мария-Бругес в Парагвайском департаменте Пресиденте-Аес.